# Skotselv
Skotselv är en tätort som till större delen ligger i Øvre Eikers kommun i Buskerud fylke i sydöstra Norge. En mindre del av orten finns i angränsande Modums kommun. Orten ligger vid Bergenbanan (Randsfjordbanan) och Drammenselva, väster om riksväg 350.